# Soutchma
Soutchma est un village de la région de Şəki en Azerbaïdjan.

## Géographie
Le village de Soutchma de la région de Şəki est situé dans la circonscription administrative du village de Soutchma.

## Économie
La principale occupation de la population du village est l'élevage, la céréaliculture, l'apiculture et l'agriculture.

## Population
Selon les statistiques de 2009, la population du village est de 1994 personnes.

## Culture
Il y a une école, une bibliothèque une école maternelle et un centre culturel dans le village.